# Джозеф, Кори
Кори Эфрам Джозеф (англ. Cory Ephram Joseph; родился 10 августа 1991 года в Торонто, Канада) — канадский профессиональный баскетболист, выступающий за клуб НБА «Орландо Мэджик».

## Профессиональная карьера

### Сан-Антонио Спёрс (2011—2015)
Джозеф был выбран под общим 29-м номером на драфте НБА 2011 года «Сан-Антонио Спёрс». Его партнёр по университетской команде и соотечественник Томпсон был выбран «Кливленд Кавальерс» под четвёртым номером в первом раунде, что стало вторым случаем в истории НБА, когда два канадца были выбраны в первом раунде одного драфта: первый - в 1983 году, когда Лео Раутинс и Стюарт Грейнджер были выбраны 17-м и 25-м соответственно. Драфт 2011 года также стал первым случаем, когда три баскетболиста «Техас Лонгхорнс» были выбраны в первом раунде после того, как Джордан Хэмилтон был задрафтован под 26-м пиком «Даллас Маверикс».
За весь дебютный сезон Джозеф был отправлен в фарм-клуб «Остин Торос» 3 раза. В сезоне 2012/13 Джозеф также был направлен в фарм-клуб «Остин Торос». 4 февраля 2013 года Джозеф был выбран для участия в Матче всех звезд Джи-Лиги НБА 2013 года. Однако из-за травмы его заменил Джастин Дентмон.
В конце февраля 2013 года Тони Паркер получил травму, и Джозеф стал основным разыгрывающим «Спёрс». В первых пяти матчах Джозеф набирал в среднем 8,8 очка и отдавал 2,6 передачи при 58,6% попаданий. Джозеф помог «Спёрс» выйти в финал НБА 2013 года против «Майами Хит», но «Сан-Антонио» проиграл серию в семи матчах.
15 июня 2014 года Джозеф выиграл свой первый чемпионат НБА после того, как «Спёрс» победили «Майами Хит» со счетом 4:1 в финале НБА 2014 года.
30 июня 2015 года «Спёрс» направили Джозефу квалификационное предложение, чтобы сделать его ограниченно свободным агентом, но 5 июля команда отозвала свое квалификационное предложение.

### Торонто Рэпторс (2015—2017)
9 июля 2015 года Джозеф подписал четырёхлетний контракт на сумму 30 миллионов долларов с командой из своего родного города «Торонто Рэпторс». Он дебютировал за «Рэпторс» в матче-открытии сезона 28 октября 2015 года, набрав три очка и сделав два подбора в победе над «Индианой Пэйсерс». В первых нескольких матчах Джозеф начал преуспевать в роли запасного разыгрывающего, выходя в среднем на 23 минуты за игру, что стало для него лучшим результатом в карьере. 6 ноября 2015 года он набрал максимальные в сезоне 19 очков в матче с командой «Орландо Мэджик», что на одно очко меньше его карьерного максимума на тот момент в 20 очков. 28 ноября 2015 года Джозеф набрал 12 очков и реализовал трехочковый бросок после хорошо отработанного вброса аута и принес «Рэпторс» победу над «Вашингтон Уизардс». «Рэпторс» завершили регулярный чемпионат на втором месте на Востоке с результатом 56 побед и 26 поражений. 16 апреля 2016 года Джозеф набрал максимальные в карьере на тот момент для матчей плей-офф 18 очков в первом матче первого раунда плей-офф против «Индиана Пэйсерс».
17 января 2017 года Джозеф набрал максимальные в карьере 33 очка в победе над «Бруклин Нетс». 27 марта 2017 года он оформил свой первый в карьере дабл-дабл, набрав 15 очков и сделав максимальные в карьере 13 передач в победе над «Орландо Мэджик». 7 мая 2017 года в 4-й игре серии второго раунда плей-офф «Рэпторс» с «Кливленд Кавальерс» Джозеф набрал 20 очков и сделал 12 передач, выйдя вместо травмированного Кайла Лоури; однако «Рэпторс» потерпели поражение со счетом 109-102 и выбыли из розыгрыша плей-офф, проиграв «Кавальерс» серию со счетом 4-0.

### Индиана Пэйсерс (2017—2019)
14 июля 2017 года Джозеф был обменян в команду «Индиана Пэйсерс» в обмен на права на драфт Эмира Прелджича. В своем дебютном матче за «Пэйсерс» в матче-открытии сезона 18 октября 2017 года Джозеф набрал 11 очков в победе над «Бруклин Нетс». 9 февраля 2019 года Джозеф набрал 10 очков, 10 передач и 9 подборов в победе над «Кливленд Кавальерс».

### Сакраменто Кингз (2019—2021)
6 июля 2019 года Джозеф подписал контракт с командой «Сакраменто Кингз».
30 января 2020 года Джозеф набрал максимальные за сезон 16 очков, а также сделал два подбора, семь передач, один перехват и один блок в победе над «Лос-Анджелес Клипперс».

### Детройт Пистонс (2021—2023)
26 марта 2021 года Джозеф был обменян в «Детройт Пистонс» вместе с двумя будущими драфт-пиками второго раунда на Делона Райта.
31 июля 2021 года Джозеф был отчислен «Пистонс». 11 августа 2021 года Джозеф был переподписан «Пистонс».

### Голден Стэйт Уорриорз (2023—2024)
6 июля 2023 года Джозеф подписал контракт с командой «Голден Стэйт Уорриорз».
8 февраля 2024 года Джозеф был обменян в «Индиана Пэйсерс» и впоследствии был отчислен.

### Орландо Мэджик (2024—настоящее время)
19 июля 2024 года Джозеф подписал контракт с «Орландо Мэджик».

## Международная карьера
Джозеф представлял канадскую сборную Канады на молодёжном уровне дважды. В 2008 году вместе с партнёрами стал обладателем бронзовой медали на чемпионате Америки среди юношей до 18 лет, а также был участником чемпионата мира среди юношей до 19 лет в 2009 году.
Дебютировал за взрослую команду 13 августа 2011 года в матче с Бельгией.
На чемпионате Америки ФИБА 2013 года Джозеф лидировал в команде по набранным очкам, набирая 16,1 очка за игру, играя вместе со своим братом Дево.
Перед чемпионатом Америки ФИБА 2015 года Джозеф был назначен капитаном сборной. В матче за бронзовые медали против Мексики Джозеф реализовал бросок с сиреной, принесший Канаде победу. На отборочном олимпийском турнире ФИБА 2016 года в Маниле он лидировал по количеству очков и передач: 77 очков и 17 передач за 4 игры. Джозеф также выступал за сборную Канады на Кубке мира по баскетболу ФИБА 2019 года в Китае после того, как провел три матча в отборочном квалификационном турнире, что помогло Канаде выйти на Кубок мира.
24 мая 2022 года Джозеф дал согласие на трехлетнее участие в мужской сборной Канады.

## Статистика

### Статистика в НБА
| Сезон                                                                                    | Команда      | Регулярный сезон | Регулярный сезон | Регулярный сезон | Регулярный сезон | Регулярный сезон | Регулярный сезон | Регулярный сезон | Регулярный сезон | Регулярный сезон | Регулярный сезон | Регулярный сезон | Серия плей-офф | Серия плей-офф | Серия плей-офф | Серия плей-офф | Серия плей-офф | Серия плей-офф | Серия плей-офф | Серия плей-офф | Серия плей-офф | Серия плей-офф | Серия плей-офф |
| Сезон                                                                                    | Команда      | GP               | GS               | MPG              | FG%              | 3P%              | FT%              | RPG              | APG              | SPG              | BPG              | PPG              | GP             | GS             | MPG            | FG%            | 3P%            | FT%            | RPG            | APG            | SPG            | BPG            | PPG            |
| ---------------------------------------------------------------------------------------- | ------------ | ---------------- | ---------------- | ---------------- | ---------------- | ---------------- | ---------------- | ---------------- | ---------------- | ---------------- | ---------------- | ---------------- | -------------- | -------------- | -------------- | -------------- | -------------- | -------------- | -------------- | -------------- | -------------- | -------------- | -------------- |
| 2011/12                                                                                  | Сан-Антонио  | 29               | 1                | 9,2              | 31,4             | 20,0             | 64,7             | 0,9              | 1,2              | 0,2              | 0,1              | 2,0              | Не участвовал  | Не участвовал  | Не участвовал  | Не участвовал  | Не участвовал  | Не участвовал  | Не участвовал  | Не участвовал  | Не участвовал  | Не участвовал  | Не участвовал  |
| 2012/13                                                                                  | Сан-Антонио  | 28               | 9                | 13,9             | 46,4             | 28,6             | 85,7             | 1,9              | 1,9              | 0,5              | 0,1              | 4,5              | 20             | 0              | 9,6            | 46,4           | 18,2           | 45,5           | 1,6            | 1,2            | 0,3            | 0,1            | 3,0            |
| 2013/14                                                                                  | Сан-Антонио  | 68               | 19               | 13,8             | 47,5             | 31,6             | 82,3             | 1,6              | 1,7              | 0,5              | 0,2              | 5,0              | 17             | 0              | 5,1            | 48,6           | 0,0            | 77,8           | 0,5            | 0,5            | 0,2            | 0,0            | 2,8            |
| 2014/15                                                                                  | Сан-Антонио  | 79               | 14               | 18,3             | 50,4             | 36,4             | 73,4             | 2,4              | 2,4              | 0,6              | 0,2              | 6,8              | 4              | 0              | 5,4            | 83,3           | -              | 50,0           | 0,3            | 0,0            | 0,0            | 0,3            | 2,8            |
| 2015/16                                                                                  | Торонто      | 80               | 4                | 25,6             | 43,9             | 27,3             | 76,4             | 2,6              | 3,1              | 0,8              | 0,3              | 8,5              | 20             | 0              | 22,6           | 46,6           | 33,3           | 75,0           | 2,1            | 2,4            | 0,9            | 0,1            | 8,5            |
| 2016/17                                                                                  | Торонто      | 80               | 22               | 25,0             | 45,2             | 35,6             | 77,0             | 2,9              | 3,3              | 0,8              | 0,2              | 9,3              | 10             | 2              | 21,2           | 43,7           | 40,9           | 100,0          | 2,1            | 3,1            | 0,4            | 0,2            | 7,9            |
| 2017/18                                                                                  | Индиана      | 82               | 17               | 26,9             | 42,4             | 35,3             | 74,5             | 3,2              | 3,2              | 1,0              | 0,2              | 7,9              | 7              | 0              | 20,5           | 36,4           | 27,3           | 100,0          | 2,4            | 3,0            | 1,3            | 0,3            | 4,7            |
| 2018/19                                                                                  | Индиана      | 82               | 9                | 25,2             | 41,2             | 32,2             | 69,8             | 3,4              | 3,9              | 1,1              | 0,3              | 6,5              | 4              | 0              | 21,3           | 50,0           | 44,4           | 100,0          | 1,8            | 1,0            | 1,0            | 0,0            | 7,5            |
| 2019/20                                                                                  | Сакраменто   | 72               | 26               | 24,4             | 41,5             | 35,2             | 85,7             | 2,6              | 3,5              | 0,7              | 0,3              | 6,4              | Не участвовал  | Не участвовал  | Не участвовал  | Не участвовал  | Не участвовал  | Не участвовал  | Не участвовал  | Не участвовал  | Не участвовал  | Не участвовал  | Не участвовал  |
| 2020/21                                                                                  | Сакраменто   | 44               | 2                | 21,5             | 44,4             | 33,0             | 76,6             | 2,3              | 2,5              | 0,9              | 0,2              | 6,6              | Не участвовал  | Не участвовал  | Не участвовал  | Не участвовал  | Не участвовал  | Не участвовал  | Не участвовал  | Не участвовал  | Не участвовал  | Не участвовал  | Не участвовал  |
| 2020/21                                                                                  | Детройт      | 19               | 11               | 26,4             | 50,6             | 36,8             | 87,8             | 3,2              | 5,5              | 1,2              | 0,5              | 12,0             | Не участвовал  | Не участвовал  | Не участвовал  | Не участвовал  | Не участвовал  | Не участвовал  | Не участвовал  | Не участвовал  | Не участвовал  | Не участвовал  | Не участвовал  |
| 2021/22                                                                                  | Детройт      | 65               | 39               | 24,6             | 44,5             | 41,4             | 88,5             | 2,7              | 3,6              | 0,6              | 0,3              | 8,0              | Не участвовал  | Не участвовал  | Не участвовал  | Не участвовал  | Не участвовал  | Не участвовал  | Не участвовал  | Не участвовал  | Не участвовал  | Не участвовал  | Не участвовал  |
| 2022/23                                                                                  | Детройт      | 62               | 2                | 19,8             | 42,7             | 38,9             | 79,2             | 1,7              | 3,5              | 0,5              | 0,1              | 6,9              | Не участвовал  | Не участвовал  | Не участвовал  | Не участвовал  | Не участвовал  | Не участвовал  | Не участвовал  | Не участвовал  | Не участвовал  | Не участвовал  | Не участвовал  |
| 2023/24                                                                                  | Голден Стэйт | 26               | 0                | 11,4             | 35,9             | 31,0             | 57,1             | 1,2              | 1,6              | 0,2              | 0,1              | 2,4              | Не участвовал  | Не участвовал  | Не участвовал  | Не участвовал  | Не участвовал  | Не участвовал  | Не участвовал  | Не участвовал  | Не участвовал  | Не участвовал  | Не участвовал  |
|                                                                                          | Всего        | 816              | 175              | 21,7             | 44,1             | 34,9             | 78,6             | 2,5              | 3,0              | 0,7              | 0,2              | 6,9              | 82             | 2              | 14,6           | 46,1           | 32,5           | 75,9           | 1,5            | 1,7            | 0,5            | 0,1            | 5,2            |
| Наведите курсор мыши на аббревиатуры в заголовке таблицы, чтобы прочесть их расшифровку. |              |                  |                  |                  |                  |                  |                  |                  |                  |                  |                  |                  |                |                |                |                |                |                |                |                |                |                |                |

### Статистика в Джи-Лиге
| Сезон                                                                                    | Команда     | Регулярный сезон | Регулярный сезон | Регулярный сезон | Регулярный сезон | Регулярный сезон | Регулярный сезон | Регулярный сезон | Регулярный сезон | Регулярный сезон | Регулярный сезон | Регулярный сезон | Серия плей-офф | Серия плей-офф | Серия плей-офф | Серия плей-офф | Серия плей-офф | Серия плей-офф | Серия плей-офф | Серия плей-офф | Серия плей-офф | Серия плей-офф | Серия плей-офф |
| Сезон                                                                                    | Команда     | GP               | GS               | MPG              | FG%              | 3P%              | FT%              | RPG              | APG              | SPG              | BPG              | PPG              | GP             | GS             | MPG            | FG%            | 3P%            | FT%            | RPG            | APG            | SPG            | BPG            | PPG            |
| ---------------------------------------------------------------------------------------- | ----------- | ---------------- | ---------------- | ---------------- | ---------------- | ---------------- | ---------------- | ---------------- | ---------------- | ---------------- | ---------------- | ---------------- | -------------- | -------------- | -------------- | -------------- | -------------- | -------------- | -------------- | -------------- | -------------- | -------------- | -------------- |
| 2011/12                                                                                  | Остин Торос | 14               | 12               | 33,0             | 45,9             | 36,7             | 92,3             | 5,1              | 5,1              | 1,3              | 0,6              | 13,8             | 7              | 7              | 34,3           | 41,1           | 23,1           | 76,0           | 5,4            | 4,9            | 1,3            | 0,3            | 11,7           |
| 2012/13                                                                                  | Остин Торос | 26               | 26               | 38,5             | 45,8             | 47,9             | 80,4             | 4,8              | 5,5              | 1,9              | 0,4              | 19,4             | Не участвовал  | Не участвовал  | Не участвовал  | Не участвовал  | Не участвовал  | Не участвовал  | Не участвовал  | Не участвовал  | Не участвовал  | Не участвовал  | Не участвовал  |
|                                                                                          | Всего       | 40               | 38               | 36,6             | 45,8             | 44,7             | 83,5             | 5,0              | 5,4              | 1,7              | 0,5              | 17,4             | 7              | 7              | 34,3           | 41,1           | 23,1           | 76,0           | 5,4            | 4,9            | 1,3            | 0,3            | 11,7           |
| Наведите курсор мыши на аббревиатуры в заголовке таблицы, чтобы прочесть их расшифровку. |             |                  |                  |                  |                  |                  |                  |                  |                  |                  |                  |                  |                |                |                |                |                |                |                |                |                |                |                |

### Статистика в NCAA
| Сезон | Команда | Conf   | Class | GP | GS | MPG  | FG%  | 3P%  | FT%  | RPG | APG | SPG | BPG | PPG  |
| --- | ------- | ------ | ----- | -- | -- | ---- | ---- | ---- | ---- | --- | --- | --- | --- | ---- |
| 2010/11 | Техас   | Big 12 | FR    | 36 | 36 | 32,4 | 42,2 | 41,3 | 69,9 | 3,6 | 3,0 | 1,0 | 0,3 | 10,4 |
| Всего | Всего   | Всего  | Всего | 36 | 36 | 32,4 | 42,2 | 41,3 | 69,9 | 3,6 | 3,0 | 1,0 | 0,3 | 10,4 |
| Наведите курсор мыши на аббревиатуры в заголовке таблицы, чтобы прочесть их расшифровку Статистика приведена с сайта sports-reference.com |         |        |       |    |    |      |      |      |      |     |     |     |     |      |